# 卡尔·尼尔森
卡尔·奥古斯特·尼尔森（丹麥語：Carl August Nielsen，丹麥語發音：[ˈkʰɑˀl ˈne̝lsn̩]，1865年6月9日—1931年10月3日），丹麦作曲家、指挥家、小提琴家，被广泛认为是该国最杰出的作曲家。
尼尔森出生于菲英島的一个贫困但有音乐天赋的家庭，从小就展现出音乐才华。他最初在军乐队中演奏，然后从1884年到1886年12月就读于哥本哈根的丹麦皇家音乐学院。1888年，他在23岁时首演了他的作品1弦乐组曲。次年，尼尔森开始了长达16年在约翰·斯文森指挥下的皇家丹麦乐团担任第二小提琴手的生涯，在此期间，他参与了朱塞佩·威尔第的《法斯塔夫》和《奧泰羅》的丹麦首演。1916年，他开始在丹麦皇家音乐学院任教，并一直工作到去世。
尽管他的交响曲、协奏曲和合唱音乐现在享有国际声誉，尼尔森的职业生涯和个人生活却充满了许多困难，这些困难往往在他的音乐中有所反映。他在1897年至1904年间创作的作品有时被归为他的“心理”时期，主要是因为他与雕塑家安妮·玛丽·布罗泽森的动荡婚姻。尼尔森特别以他的六部交響曲、木管五重奏以及小提琴、长笛和单簧管协奏曲而闻名。在丹麦，他的歌剧《假面舞会》和许多歌曲已成为国家文化遗产的一部分。他早期的音乐受到勃拉姆斯和格里格等作曲家的启发，但他很快发展出自己的风格，首先尝试进展式调性，后来更是大胆地偏离当时常见的作曲标准。尼尔森的第六部也是最后一部交响曲“简单交响曲”创作于1924至1925年。他在六年后因心脏病发作去世，安葬在哥本哈根的西墓。
尼尔森生前在国内外都一直被视为音乐界的局外人。直到后来，他的作品才正式在国际范围进入核心曲目库，并在1960年代通过伦纳德·伯恩斯坦等人的推动下加速流行。在丹麦，尼尔森的声誉在2006年得到了巩固，当时丹麦文化部将他的四部作品列为丹麦古典音乐的最伟大作品之一。他曾多年出现在丹麦的百克朗纸币上。位于欧登塞的卡尔·尼尔森博物馆记录了他和他妻子的生平。在1994年至2009年间，丹麦皇家图书馆完成了卡尔·尼尔森全集，可以在网上免费获取，其中包含所有尼尔森作品的背景信息和乐谱，许多作品以前未曾出版过。

## 生平

### 早年

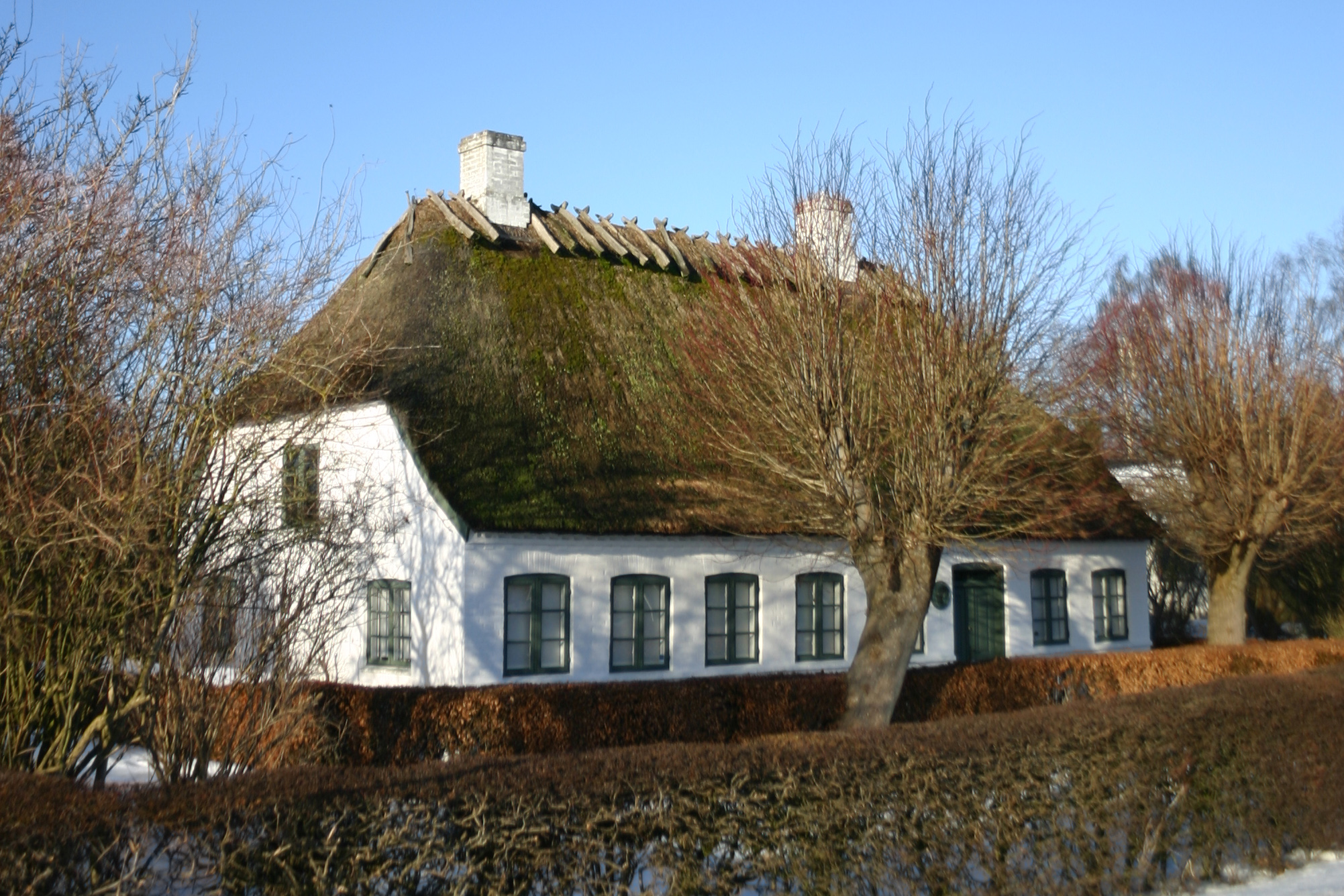
尼尔森儿时的家，位于北林纳瑟附近的索特伦

尼尔森于1865年6月9日出生在菲英岛欧登塞南部北林纳瑟附近的索特伦的一个贫困农民家庭，家中排行第七，共有十二个兄弟姐妹。他的父亲尼尔斯·约恩森（Niels Jørgensen）是房屋油漆工和民俗音乐家，擅长演奏小提琴和短號，常参与当地庆祝活动。尼尔森在自传《我在菲英的童年》中描述了他的童年。他的母亲则来自一个富裕的船长家庭，他曾回忆她在他小时候常演唱民歌，而他的一个半舅汉斯·安诺生（1837—1881）也是一名才华横溢的音乐家。
尼尔森这样描述他与音乐的初次接触：“我以前听过音乐，听过父亲拉小提琴、吹短号，听过母亲唱歌，当我患麻疹卧床时，我曾试着拉那把小提琴。”那是他六岁时母亲送给他的乐器。他小时候学习了小提琴和钢琴，并在八九岁时写了他的最早的作品：一首摇篮曲（现已失传）和一首波尔卡，他在自传中提到过这首波尔卡。由于父母认为他作为音乐家没有前途，在他十四岁时便将他送到附近村庄的一位店主那里做学徒。那位店主在仲夏时节破产，尼尔森不得不回家。在学会演奏銅管樂器后，1879年11月1日，尼尔森成为了驻欧登塞的军队第16营的号兵和中音长号手。
在军营期间，尼尔森并没有放弃小提琴，每当回家时，他会与父亲一起在舞会上演奏。军队每五天支付给他三克朗四十五欧尔和一块面包，这样持续了两年半，之后他的薪水略有提高，他得以购买在谷仓舞会上演出所需的便装。

### 学习和早期职业生涯

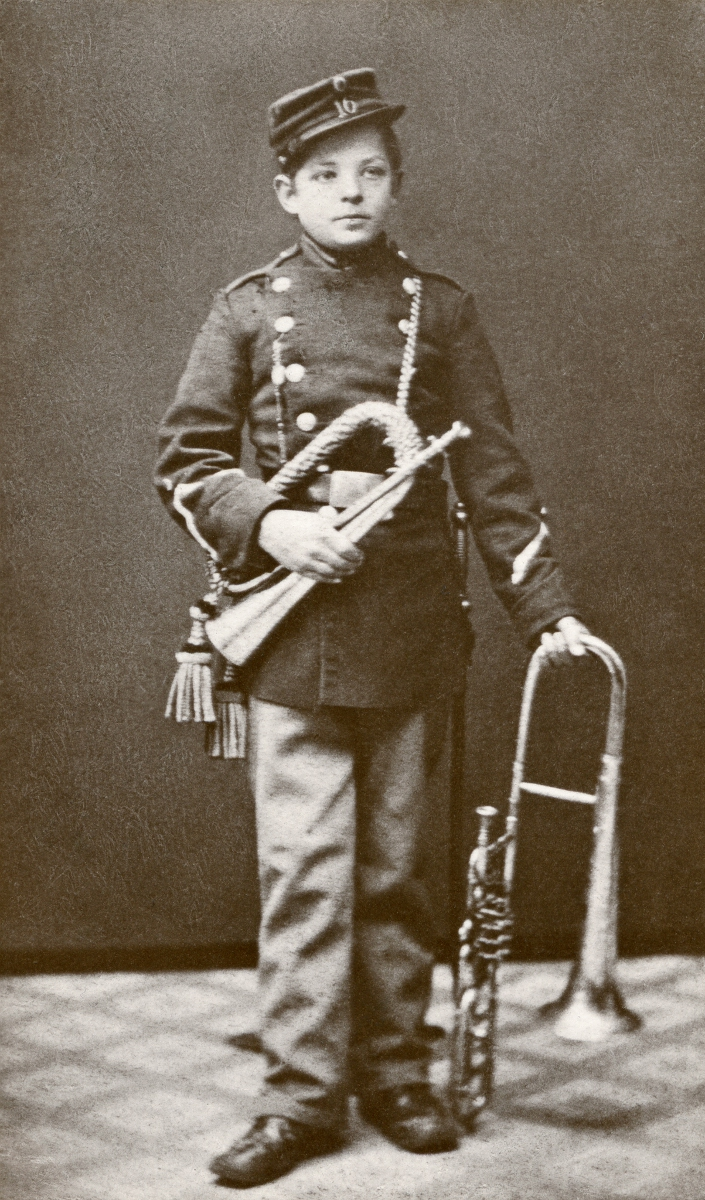
约14岁的尼尔森，1879年于欧登塞

1881年，尼尔森开始更认真地对待小提琴演奏，私下在圣克努特大教堂的司事卡尔·拉森（Carl Larsen）的指导下学习。虽然不清楚尼尔森在这一时期创作了多少作品，但从他的自传中可以推断，他写了一些铜管乐器的三重奏和四重奏，并且在不同铜管乐器的调音方面遇到了困难。丹麦皇家音乐学院院长尼尔斯·加德对尼尔森很满意，他通过加徳的引荐很快获准离开军乐队，从1884年初开始在音乐学院学习。
尽管尼尔森作为学生并不出色，且作曲不多，但在瓦尔德马尔·托夫特的指导下，他的小提琴技术进展顺利，并从约翰·彼得·埃米琉斯·哈特曼以及奥拉·罗森霍夫那里得到了扎实的樂理基础，后者在尼尔森早期作为职业作曲家的岁月里一直是他宝贵的顾问。他还在加德的指导下学习作曲，虽然他喜欢加德这个朋友，但对加德的音乐并不感兴趣。与其他学生和哥本哈根有文化的家庭的接触同样重要，这些人中有些人成为他一生的朋友。尼尔森的乡村出身造成的教育缺陷使他对艺术、哲学和美学产生了难以满足的好奇心。但在音乐学家大卫·范宁看来，这也使他对这些学科有着高度个人化、平民化的视角。尼尔森在1886年底离开音乐学院，毕业时各科成绩良好但并不出众。随后，他住在退休的欧登塞商人延斯·格奥尔·尼尔森（Jens Georg Nielsen，1820—1901）和他妻子在斯莱斯街的公寓里，因为他还没有能力自立。在那里，他爱上了他们14岁的女儿艾米莉·德曼（Emilie Demant），这段恋情持续了三年。
1887年9月17日，尼尔森在他为弦乐而作的宁静的行板与谐谑曲在趣伏里音乐厅的首演中演奏小提琴。不久之后，1888年1月25日，他的F大调弦乐四重奏在私人室内乐协会（丹麥語：Privat Kammermusikforening）的一场私人演出中上演。尽管尼尔森认为这部F大调四重奏是他作为职业作曲家的正式首秀，但更引人注目的是他的弦乐组曲：这部作品于1888年9月8日在哥本哈根的趣伏里公园演出，并被尼尔森指定为他的作品1。
到1889年9月，尼尔森的小提琴技术已经进步到足以在著名的皇家丹麦管弦乐团担任第二小提琴的位置，该乐团在约翰·斯文森指挥下于哥本哈根皇家剧院演出。在这个职位上，他参与了朱塞佩·威尔第的《法斯塔夫》和《奥泰罗》的丹麦首演。尽管这份工作有时让尼尔森感到非常沮丧，但他一直在那里演奏到1905年。斯文森在1906年退休后，尼尔森逐渐担任指挥，1910年正式被任命为助理指挥。. Oxford Companion to Music.</ref>在毕业到获得这个职位之间，他通过私人小提琴课获得了一些收入，同时享受着资助人的持续支持，不仅包括延斯·格奥尔·尼尔森，还包括阿尔贝特·萨克斯（Albert Sachs，生于1846年）和汉斯·德曼（Hans Demant，1827—1897），他们都在欧登塞经营工厂。尼尔森在皇家剧院工作不到一年后，获得了1800克朗的奖学金，使他得以在欧洲旅行数月。

### 婚姻和子女
旅行期间，尼尔森发现并最终反对了理查德·瓦格纳的乐剧，他聆听了欧洲许多顶尖的管弦乐团和独奏家的演奏，并在音乐和视觉艺术方面加深了自己的见解。尽管他崇敬巴赫和莫扎特的音乐，但对许多19世纪的音乐仍然持双重态度。1891年，他在莱比锡遇见了作曲家、钢琴家费卢西奥·布索尼，他们后来保持了超过三十年的通信。不久后，尼尔森于1891年3月初抵巴黎，并在此遇见了同样持奖学金旅行的丹麦雕塑家安妮·玛丽·布罗泽森。他们一起游历了意大利，并于1891年5月10日在佛罗伦萨圣马可英格兰教堂结婚，然后返回丹麦。据范宁所述，他们的关系不仅是“爱情结合”，更是“思想的碰撞”；安妮·玛丽是才华横溢的艺术家，也是“意志坚强且现代思维的女性，决心开创自己的事业”。正是这种决心给尼尔森夫妇的婚姻带来了压力，因为在1890年代和1900年代，安妮·玛丽花数月时间离家，使得卡尔不得不在她缺席时既要抚养他们的三个年幼的孩子，又要作曲并履行他在皇家剧院的职责，他在此期间还与其他女性有婚外情。
尼尔森将对婚姻的愤怒和沮丧转化为多部音乐作品，尤其是在1897年至1904年间，他称这段时期为他的“心理”时期。范宁写道：“在这段时间里，他对人类个性驱动力的兴趣在歌剧《扫罗与大卫》和第二交响曲“四种气质”以及清唱剧《爱之颂》和《睡眠》中结晶。”卡尔在1905年3月提出离婚，并考虑过搬至德国重新开始，但尽管经历了多次长期分离，卡尔余生中仍然与妻子保持婚姻关系。
尼尔森有五个孩子，其中两个是非婚生子女。在遇见安妮·玛丽之前，他在1888年1月已经有了一个儿子卡尔·奥古斯特·尼尔森。1912年，他的一个非婚生女儿瑞秋·西格曼（Rachel Siegmann）出生，安妮·玛丽对此一直不知情。他与妻子安妮·玛丽有两个女儿和一个儿子。大女儿伊尔梅琳（Irmelin）随父亲学习音乐理论，并于1919年12月与医学博士埃格特·默勒（Eggert Møller，1893—1978）结婚，后者后来成为哥本哈根大学的教授和丹麦国家医院联合诊所的主任。小女儿安妮·玛丽毕业于丹麦皇家美术学院，1918年与匈牙利小提琴家埃米尔·泰尔曼尼结婚；泰尔曼尼作为小提琴家和指挥家，为推广尼尔森的音乐作出了贡献。尼尔森的儿子汉斯·伯厄（Hans Børge）因脑膜炎而致残，大部分时间远离家庭生活，1956年在科靈附近去世。

### 成熟的作曲家

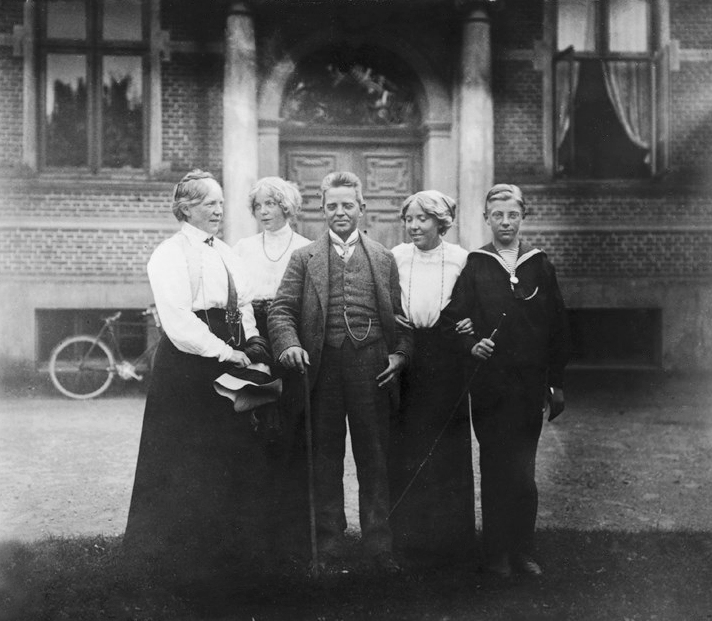
尼尔森和他的家人在福尔桑庄园，约1915年

起初，尼尔森的作品并未获得足够的认可，使他无法自给自足。1894年3月14日，在斯文森指挥的尼尔森第一交响曲首演中，他在第二小提琴组演奏。该交响曲在1896年于柏林演出时取得了巨大成功，大大提升了他的声誉。他越来越多地被要求为剧院写伴奏音乐以及为特殊场合创作清唱剧，这些都为他提供了额外的收入来源。范宁评论了他的标题音乐和交响曲之间的发展关系：“有时他会在所谓的纯粹管弦乐作品中找到适合舞台的创意；有时一个文本或场景迫使他发明出生动的音乐形象，这些形象后来可以用于更抽象的创作。”
尼尔森为独唱、合唱和管弦乐队而作的清唱套曲《爱之颂》，首次演出于1897年4月27日在哥本哈根的音乐协会。这部作品的灵感来自尼尔森在1891年蜜月期间在意大利看到的提香的画作《嫉妒丈夫的神迹》。在其中一份副本上，他写道：“献给我的玛丽！这些赞美爱的音调比起真正的爱来说什么也不算。”
从1901年开始，尼尔森开始领取微薄的国家养老金——最初是每年800克朗，到1927年增至7500克朗——以补充他的提琴手工资。这使他可以停止招收私人学生，腾出更多时间来作曲。从1903年起，他还从他长期合作的丹麦出版商威廉·漢森出版获取年金。从1905年到1914年，他在皇家剧院担任副指挥。为他的女婿埃米尔·泰尔曼尼，尼尔森创作了他的小提琴协奏曲（作品33，1911年）。从1914年到1926年，他担任音乐协会乐团的指挥。1916年，他开始在哥本哈根的皇家丹麦音乐学院任教，并一直工作到去世。

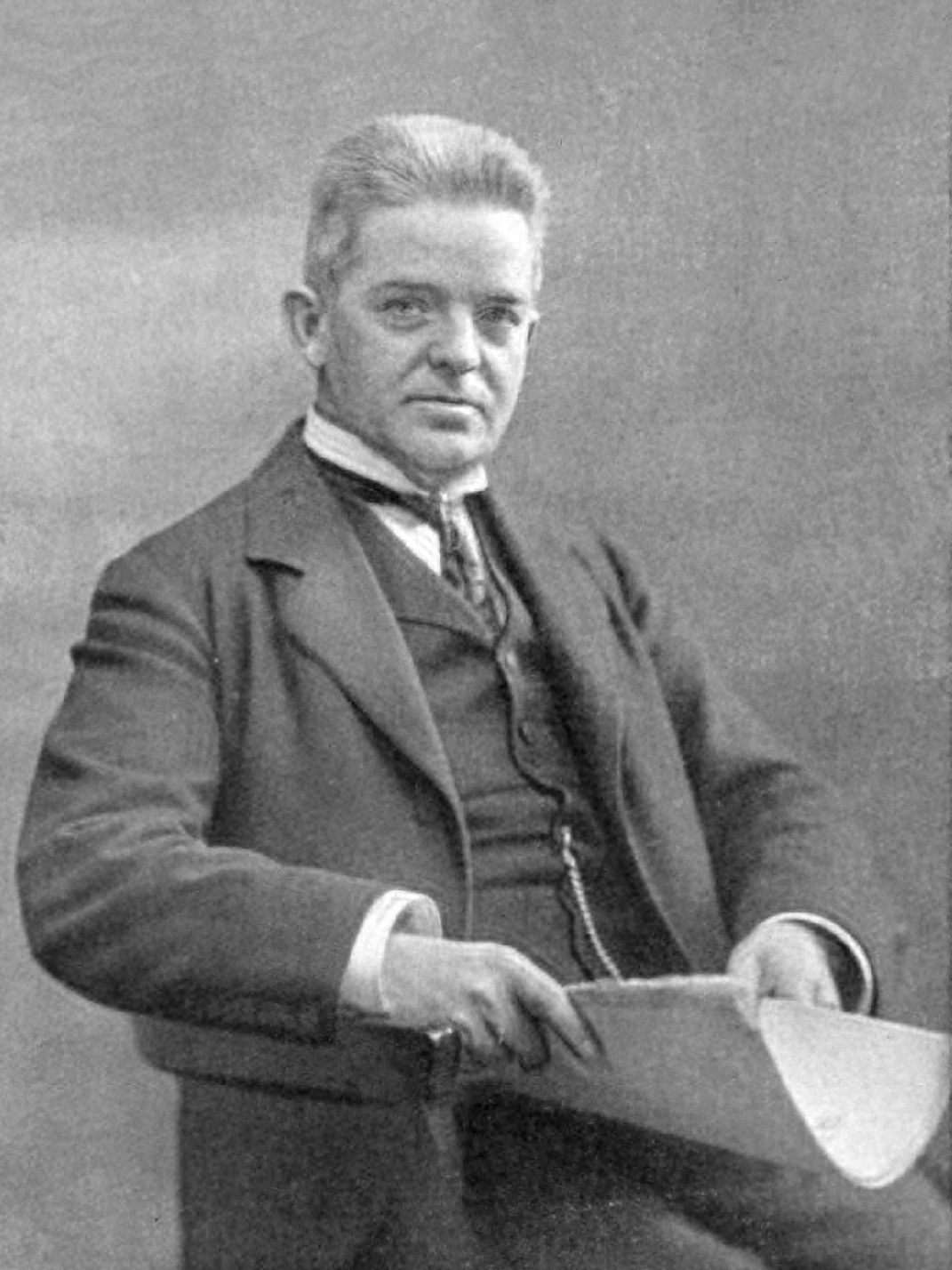
1917年的尼尔森

双重职业的压力和与妻子长期分离导致了他们婚姻的严重破裂。1916年，这对夫妇开始了分居程序，并在1919年获得了双方同意的分居许可。在1916年至1922年期间，尼尔森经常住在菲英岛上，也经常退隐到达姆高（Damgaard）和福尔桑庄园，或者在哥德堡担任指挥。这一时期对尼尔森来说是创作危机时期，正值第一次世界大战，这对他的第四（1914—16年）和第五交响曲（1921—22年）产生了强烈的影响，这两部作品被范宁认为是他最伟大的作品。1920年代，尼尔森尤其感到沮丧，因为威廉·汉森无法出版他许多重要的作品，包括《阿拉丁》和《潘与绪任克斯》。
尼尔森第六部也是最后一部交响曲“简单交响曲”创作于1924至1925年。1925年，尼尔森遭受了严重的心脏病发作，被迫大幅减少活动，尽管他继续创作直到去世。1925年他60岁生日时，收到了许多祝贺，瑞典政府授予他勋章，在哥本哈根还举办了庆祝音乐会和招待会。然而，作曲家的心情却十分沮丧；他在1925年11月9日的《政治报》上写道：
如果我能重新生活一次，我会把任何关于艺术的想法从脑海中赶走，去做商人学徒或者从事其他有用的行业，最终成果是清晰可见的行业……全世界都认可我，但急匆匆地离开，让我独自面对我的作品，直到一切都崩溃，我发现自己可耻地活得像个愚蠢的梦想家，认为我在艺术上工作和努力得越多，我的地位就会越好。不，当艺术家并不是一个值得羡慕的命运。

### 最终岁月和死亡
尼尔森最后的大型管弦乐作品是长笛协奏曲（1926年）和单簧管协奏曲（1928年），关于这些作品，罗伯特·莱顿写道：“如果说有来自另一个星球的音乐，那这肯定是其中之一。它的音色稀疏而单一，空气稀薄而清新。” 尼尔森的最后一部音乐作品，管风琴曲《运动》，在他去世后于1931年在吕贝克圣马利亚教堂首演。
在他生命的最后几年中，尼尔森写了短篇论文集《活着的音乐》（英語：Living Music，1925年），并于1927年出版了他的回忆录《我在菲英的童年》。1926年，他在日记中写道：“我的故土越来越像一个长长的吸吻般吸引着我。这是否意味着我最终将回到菲英的土地上安息？那么那必须是在我出生的地方：索特伦，弗伦兰斯教区。”
然而，事情并非如此。1931年10月1日，尼尔森因一系列心肌梗死被送入哥本哈根国家医院。他于10月3日凌晨零点十分在家人的陪伴下去世。他对家人的最后一句话是：“你们站在这里，好像在等待什么。”
他被安葬在哥本哈根的西墓；葬礼上的所有音乐，包括赞美诗，都是他的作品。在他去世后，他的妻子被委托雕刻一座纪念碑，立于哥本哈根市中心。她写道：“我想用带翼的马，这个永恒的诗歌象征，并将一名音乐家放在马背上。他将坐在那里，在飞速的翅膀间吹奏芦笛，吹响整个哥本哈根。”关于她设计的争议和资金不足导致了纪念碑的延迟竖立，安妮·玛丽最终自己资助了部分费用。卡尔·尼尔森纪念碑最终在1939年揭幕。

## 音乐
尼尔森的作品有时会使用CNW编号，这基于2015年丹麦皇家图书馆在线发布的卡尔·尼尔森作品目录（英語：Catalogue of Carl Nielsen's Works, CNW）。该目录旨在取代1965年由丹·福和托本·斯考斯堡编制的FS编号目录。

### 音乐风格

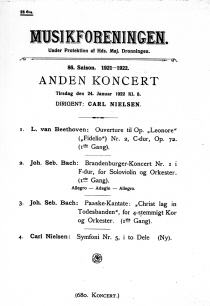
卡尔-尼尔森第五交响曲首演海报，1922年

音乐评论家哈罗德·C·勋伯格在《伟大作曲家的生活》中强调了尼尔森作品的广度、充满能量的节奏、不吝的配器和个性。在将他与让·西贝柳斯比较时，勋伯格认为尼尔森“同样具有震撼，甚至更有力量，且包含更普世的信息”。牛津大学音乐教授丹尼尔·M·格里姆利称尼尔森为“20世纪音乐中最活泼、有生命力和棘手的声音之一”，这要归功于他作品中的“丰富旋律和和声活力”。《卡尔·尼尔森的声音：他的歌曲背景》作者安妮-玛丽·雷诺兹引用英国作家和作曲家罗伯特·辛普森的观点，认为“他所有的音乐都起源于声乐”，并坚持认为歌曲创作对尼尔森作为作曲家的发展有着强烈的影响。
丹麦社会学家贝内迪克特·布林克指出，尼尔森及其音乐在丹麦国内的认知与其国际声誉有所不同。他对民间音乐的兴趣和背景在丹麦人中产生了特殊的共鸣，尤其是在1930年代的民族主义运动和第二次世界大战期间，当时歌唱是丹麦人与德国人区分敌我的重要方法。尼尔森的歌曲在丹麦文化和教育中仍占有重要地位。音乐学家尼尔斯·克拉贝形容尼尔森在丹麦的形象就像“丑小鸭综合症”——这是对丹麦作家漢斯·安徒生的故事的引用——即“一个贫穷的男孩......经历逆境和节食缩衣......进入哥本哈根并......最终成为未加冕的国王”。
在丹麦之外，尼尔森主要被认为是管弦乐作曲家和歌剧《假面舞会》的作者，而在丹麦国内，他更像是一个民族象征。2006年，丹麦文化部发布了一份包含12部最伟大的丹麦音乐作品的名单，其中包括《假面舞会》、第四交响曲和几首丹麦民歌，这将这两种形象正式结合在一起。克拉贝提出问题：“在尼尔森的音乐中，‘民族性’能否以特定的主题、和声、音响、曲式等形式展示出来，还是纯粹是接受历史的构造？”
尼尔森对晚期浪漫主义德国音乐和音乐中的民族主义的态度本身是模棱两可的。1909年，他写信给荷兰作曲家尤利乌斯·伦特根说：“我对当今德国人的技术技巧感到惊讶，我不禁认为这种对复杂性的喜爱终将耗尽。我预见到一种完全崭新的艺术，具有纯粹的古代美德。你怎么看待純一度的歌曲？我们必须回到……纯粹和清晰。”另一方面，他在1925年写道：“没有什么比民族主义更能摧毁音乐……而且按要求创作民族音乐是不可能的。”
尼尔森仔细研究了文艺复兴时期的複音音樂，这解释了他音乐中的一些旋律和和声内容。这种兴趣在他的三首经文歌（作品55）中有所体现。在非丹麦的评论家看来，尼尔森的音乐最初带有新古典主义的声音，但随着他发展出自己对所谓“进展式调性”（这是罗伯特·辛普森的术语，指从一个调转移到另一个调）的理解，他的音乐变得越来越现代。典型的尼尔森音乐在与开始不同的调上结束，有时是作为一种斗争的结果，如在他的交响曲中。这种元素在多大程度上归功于他的民间音乐活动存在争议。有些评论家认为他的节奏、他对碎音或倚音的使用，或他在作品中频繁使用的下主音和小三度，是典型的丹麦风格。作曲家自己写道：“在我看来，音程是首先引起对音乐深层兴趣的元素……每次听到春天的布谷鸟叫声，它的吸引力都会因为音程的变化而重新激起我们的惊喜。如果它的叫声全是一个音符，吸引力就会减弱。”
尼尔森的音乐风格哲学在他1907年写给挪威作曲家克努特·哈德尔的信中可见一斑：“你有……流畅性，这很好；但我一次又一次地建议你，亲爱的哈德尔先生；调性，清晰，力量。”

### 交响曲

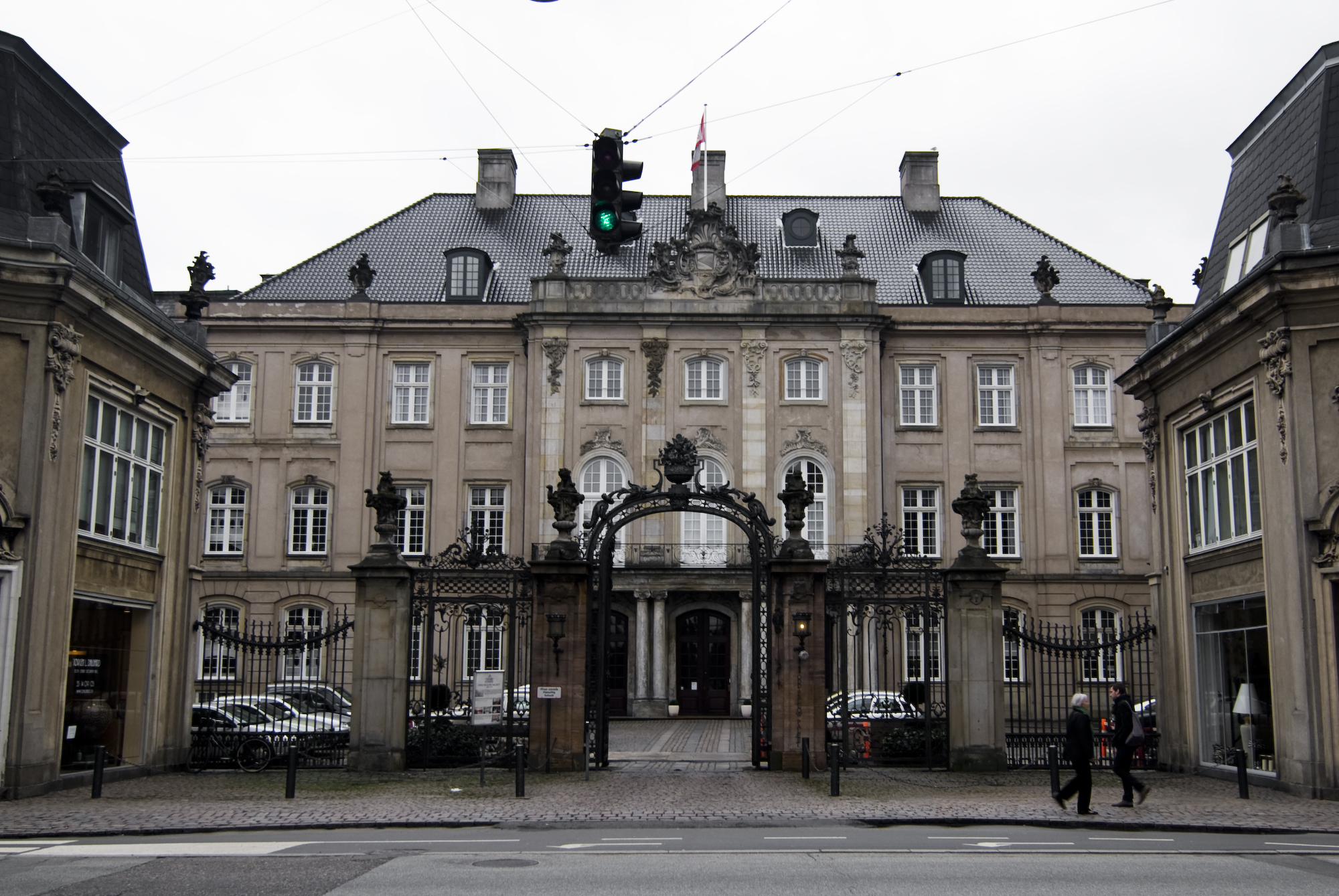
哥本哈根怪人宫，尼尔森的许多作品在此首演

尼尔森在丹麦以外的地方，或许最广为人知的是他在1892年至1925年间创作的六部交响曲。这些作品有很多共同点：它们都略超过30分钟，铜管乐器是配器中的关键成分，并且都表现出不同寻常的调性变化，从而增加戏剧张力。从第一交响曲（作品7，1890—92年）的开头部分来看，尽管存在格里格和勃拉姆斯的影响，但尼尔森的独特性显而易见。在第二交响曲（作品16，1901—02年）中，尼尔森开始探索人类性格的发展。灵感来自于一家旅馆里描绘四種氣質（胆汁质、多血质、抑郁质和黏液质）的画作。
第三交响曲“扩展”（作品27，1910—11年）的标题被罗伯特·辛普森理解为“心灵范围的外延增长”。尼尔森充分利用了同时使用两个对抗调性的技术，并有一段女高音和男中音演唱无词曲的平静部分。第四交响曲”不灭“（作品29，1914—16）是尼尔森在第一次世界大战期间创作的，是他的交响曲中最常演奏的之一。在最后乐章中，两组定音鼓被放置在舞台的两侧，进行音乐上的对决。尼尔森将这部交响曲描述为“生命力、不可熄灭的生存意志”。
第五交响曲（作品50，1921—22年）也是经常演奏的作品，呈现了秩序与混乱力量之间的战斗。小军鼓手的任务是打断乐队，随意演奏且不合节拍，仿佛要摧毁音乐。这部交响曲在1950年愛丁堡國際藝術節上由埃里克·图克森指挥的丹麦广播交响乐团演奏时，引起了轰动，激发了斯堪的纳维亚以外地区对尼尔森音乐的兴趣。第六交响曲（没有作品编号）创作于1924—25年，副标题为“简单交响曲”（義大利語：Sinfonia semplice），其调性语言似乎与尼尔森的其他交响曲相似，但交响曲发展成一系列的小品，有些悲伤，有些怪诞，有些幽默。

### 歌剧和清唱套曲

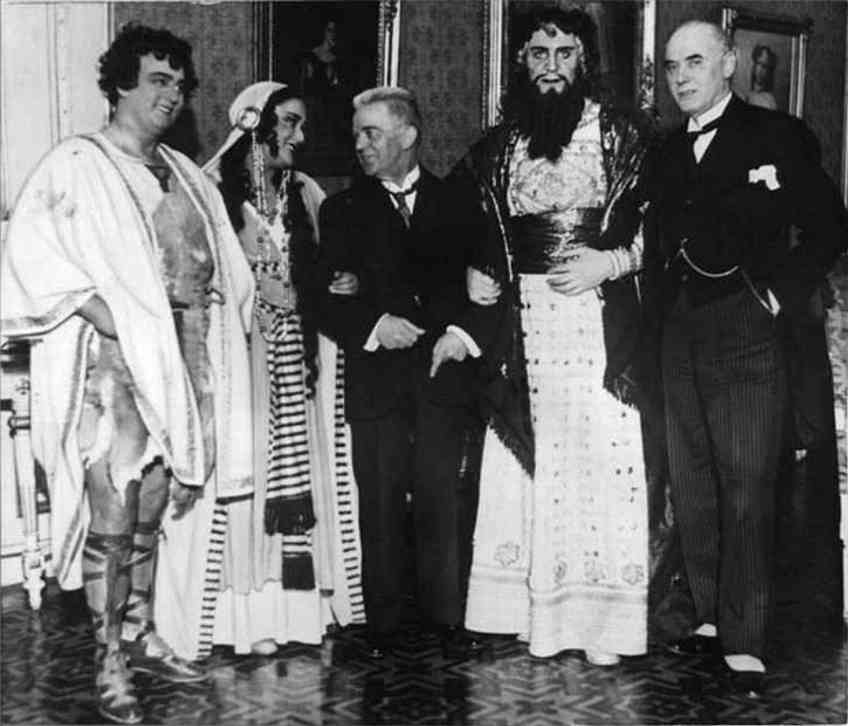
尼尔森与《扫罗与大卫》卡司，1931年斯德哥尔摩

尼尔森的两部歌剧在风格上截然不同。创作于1902年的四幕歌剧《扫罗与大卫》由埃纳尔·克里斯蒂安森撰写剧本，讲述了聖經中扫罗对年轻大卫的嫉妒。创作于1906年的三幕喜歌剧《假面舞会》由威廉·安诺生根据路維·郝爾拜的喜剧改编成丹麦语剧本。1902年11月《扫罗与大卫》首演时，评论界反响不佳，1904年复演时情况也没有好转。相比之下，《假面舞会》在1906年11月首演时获得了巨大成功，首四个月内进行了25场杰出的演出。《假面舞会》通常被认为是丹麦的国民歌剧，在丹麦国内享有持久的成功和人气，这归功于其众多一部曲式歌曲、舞蹈以及其“老哥本哈根”氛围的基础。
尼尔森创作了大量合唱作品，但大多数都是为特定场合而作，很少再次上演。然而，有三部完整的为独唱者、乐团和合唱团而作的康塔塔已进入标准曲目库。尼尔森在研究早期复调合唱风格后，于1897年创作了《爱之颂》（作品12）。南娜·利布曼（Nanna Liebmann）在《丹麦旗报》（丹麥語：Dannebrog）上称这部作品是尼尔森的“决定性胜利”，而《国家时报》的安古·哈梅里克（Angul Hammerich）则盛赞其改进的清晰度和纯净度。但《贝林时报》的评论家H·W·舒特（Schytte）认为尼尔森使用拉丁语而不是丹麦语歌词显得自命不凡。尼尔森的第二部主要合唱作品《睡眠》（作品18）表现了睡眠的各个阶段，包括在中央乐章中对噩梦恐怖的描绘，其不寻常的不和谐音令1905年3月首演时的评论家感到震惊。创作于1922年的《菲英的春天》（作品42）被认为是尼尔森最具丹麦特色的作品之一，颂扬了菲英岛美丽的乡村。

### 协奏曲
尼尔森创作了三部协奏曲：小提琴协奏曲（作品33）是他1911年的中期作品，属于欧洲古典主义传统，而1926年的长笛协奏曲（无作品编号）和1928年的单簧管协奏曲（作品57）则是后期作品，受到了1920年代现代主义的影响。根据丹麦音乐学家赫伯特·罗森伯格的说法，这些作品是“非常有经验的作曲家的产物，懂得如何避免非本质的东西。” 与尼尔森的后期作品不同，小提琴协奏曲有着明显的、以旋律为导向的新古典结构。长笛协奏曲分为两乐章，为长笛演奏家霍尔格·吉尔伯特-耶斯佩森而作，他是哥本哈根木管五重奏的成员，该五重奏曾于1922年首演了尼尔森的木管五重奏。与小提琴协奏曲的传统风格相反，长笛协奏曲反映了那个时期的现代主义潮流。比如，第一乐章在d小调、降e小調和F大調之间切换，直到长笛以E大調的如歌主题突显出来。单簧管协奏曲也是为哥本哈根木管五重奏的成员奥格·奥克森瓦而作。尼尔森将乐器和演奏者的能力发挥到了极限；协奏曲只有一个连续的乐章，包含了独奏者与乐队之间以及两个主要对立调（F大调和E大调）之间的斗争。
木管乐器协奏曲展现了许多尼尔森所谓的“客体化”（丹麥語：objektivering）的例子。他指的是在乐谱设定的范围内，给予演奏家自由的诠释和演奏空间。

### 管弦乐
尼尔森最早专门为管弦乐队创作的作品是弦乐组曲（作品1，1888年），这部作品立即取得了成功，表现了格里格和斯文森所表达的斯堪的纳维亚浪漫主义。该作品是尼尔森职业生涯的重要里程碑，因为这不仅是他第一部真正的成功作品，也是他首次亲自指挥的作品，创作后一个月后在欧登塞演出时由他亲自执棒。
尼尔森在雅典的居住经历激发了他创作《赫利俄斯序曲》（作品17，1903年），其描绘太阳在爱琴海上升落。这部作品展示了管弦乐队的技巧，是尼尔森最受欢迎的作品之一。《萨迦之梦》（作品39，1907-08年），是一首基于冰岛《尼亚尔萨迦》的管弦乐音诗。尼尔森这样描述这部作品：
其中有四段分别由双簧管、单簧管、巴松管和长笛演奏的华彩乐段，它们各自自由地演奏，没有和声连接，也没有我标记的节拍。它们就像四股思绪的流动，各自沿着不同的路径随机流淌——每次演出都不同——直到它们在一个休止点汇合，就像流入一个水闸，在那里它们汇聚在一起。
《在一位年轻艺术家的灵柩旁》是为弦乐团创作的作品，写于1910年1月，为丹麦画家奥卢夫·哈特曼的葬礼而作，也在尼尔森自己的葬礼上演奏过。灵感来源于奥维德《变形记》的九分钟交响诗《潘与绪任克斯》于1911年首演。狂想序曲《幻想的法罗群岛之旅》取材于法罗群岛的民间曲调，但也包含自由创作的部分。
尼尔森为舞台创作的管弦乐作品包括《阿拉丁》（作品34，1919年）和《母亲》（作品41，1920年）。《阿拉丁》是为配合丹麥皇家劇院上演的亚当·欧伦施莱厄的同名童话而作的配乐。完整的配乐时长超过80分钟，是尼尔森除歌剧外最长的作品，但通常演出的管弦乐组曲仅包括《东方进行曲》、《印度舞》和《黑人舞》。为庆祝南日德兰重新并入丹麦而作的《母亲》于1921年首演，这是一部为该场合而写的爱国诗篇的配乐。

### 室内乐
尼尔森创作了几部室内乐作品，其中一些仍在国际曲目库中占据重要地位。木管五重奏是他最受欢迎的作品之一，1922年专为哥本哈根木管五重奏创作。辛普森解释说，尼尔森对木管乐器的喜爱与他对自然的热爱密切相关，他写道：“他对人类性格也非常感兴趣，在木管五重奏中专门为五位朋友创作，每个部分都巧妙地适应每个演奏者的个性。”
尼尔森创作了四部弦乐四重奏。g小调第一号（作品13，1889年，1900年修订）在终曲中包含一个“总结”（法語：résumé）部分，将第一、第三和第四乐章的主题结合在一起。f小调第二号（作品5）于1890年问世，降E大调第三号（作品14）于1898年完成。音乐历史学家简·斯马茨尼认为这部作品“在处理音乐织体方面自信且不再像早期作品那样模仿他人......让人最遗憾的是尼尔森没有进一步发展这一风格，以平行于他后来的交响乐发展。”F大调第四号（1904年）最初褒贬不一，评论家对其保守风格感到不确定。尼尔森多次修订，最终版本于1919年完成，列为他的作品44号。
小提琴是尼尔森自己的乐器，他为其创作了四部大型室内乐作品。第一小提琴奏鸣曲（作品9，1895年）在首次演出时因其突然的转调和简洁的主题材料而让丹麦评论家感到不安。第二小提琴奏鸣曲（作品35，1912年）为小提琴家彼泽·默勒而作，默勒在同年早些时候首演了尼尔森的小提琴协奏曲。这部作品使用进展式调性，虽然被标记为G小调，但首末乐章调性不同。评论家埃米利乌斯·班厄特在首演（由阿克塞尔·加德演奏）后写道：“整体印象是一条美丽的、不间断的线——音符的流动，特别是第一部分美妙的副主题和最后部分纯净的高音区域令人着迷。”另外两部作品是为小提琴独奏而作。前奏、主题与变奏（作品48，1923年）为泰尔曼尼创作，与尼尔森的钢琴恰空（作品32）一样，受到了约翰·塞巴斯蒂安·巴赫音乐的启发。前奏曲与急板（作品52，1928年）是为作曲家菲尼·亨里克斯六十岁生日的献礼。

### 键盘作品
尽管尼尔森后来主要在钢琴上作曲，但他在长达40年的时间里，只有偶尔会直接为钢琴作曲，这些作品常常具有独特的风格，这使得它们在国际上的接受速度较慢。尼尔森自己的钢琴技巧，大概可以从奥胡斯国家档案馆保存的三个标有“Carl Nielsen”的留聲機圓筒中得知，似乎并不出色。评论家约翰·霍顿在评论1969年钢琴家约翰·奥格登演奏的尼尔森作品录音时提到早期作品：“尼尔森的技术资源几乎无法与他宏伟的设计相匹配”，而他将后期作品描述为“可以与他的交响乐相媲美的重大作品”。一位后来的评论家将交响套曲（作品8，1894年）的反浪漫色调描述为“无异于一拳打在所有既定音乐惯例的脸上”。尼尔森自己形容恰空（作品32，1917年）是“一部真正的大作品，我认为非常有效”。它不仅受到了巴赫作品的启发，特别是独奏小提琴恰空舞曲，还受到了罗伯特·舒曼、约翰内斯·勃拉姆斯和费卢西奥·布索尼等作曲家对巴赫音乐的钢琴改编的启发。同样规模宏大，并且也是在同一年创作的主题与变奏（作品40），评论家在其中看到了勃拉姆斯和马克斯·雷格的影响。尼尔森曾经写信给朋友说“我认为公众完全无法理解雷格的作品，但我对他的努力比对理查德·施特劳斯要同情得多。”
尼尔森所有的管风琴作品都是晚期创作。丹麦管风琴家芬·维泽勒认为，他的兴趣是受到管风琴改革运动和1928年至1930年间汉堡圣雅各教堂施尼特格尔管风琴前管的更新的影响。尼尔森最后一部重要作品《运动》（作品58）是一部时长22分钟的管风琴作品，于1930年6月至1931年2月间创作，在他去世前仅几个月完成。

### 歌曲和赞美诗
多年来，尼尔森为超过290首歌曲和赞美诗创作了音乐，其中大多数是为丹麦著名作家的诗，如格龙维、英厄曼、波尔·马丁·默勒、亚当·欧伦施莱厄和耶珀·奥凯。在丹麦，这些歌曲今天仍在成人和儿童中广受欢迎。它们被认为是“国家最具代表性的作曲家的创作中最具代表性的部分”。1906年，尼尔森向同胞们解释了这些歌曲的重要性：
通过某些旋律的起伏，我们丹麦人不可避免地会想到例如英厄曼、克里斯蒂安·温特或德拉克曼的诗歌，我们经常觉得在我们的歌曲和音乐中闻到了丹麦景观和乡村图景的味道。但显然，外国人既不了解我们的乡村，也不了解我们的画家、诗人或我们的历史，无法像我们自己那样亲密地理解这些东西，完全无法理解是什么使我们在同情中聆听和颤抖。
尼尔森与托马斯·劳布、奥鲁夫·林和托瓦尔·奥高共同编辑了1922年出版的《民众高等学校旋律书》（丹麥語：Folkehøjskolens Melodibog）。书中包含约600首旋律，其中约200首由编辑们创作，旨在为社区合唱提供曲目，这是丹麦民间文化的重要组成部分。该书极受欢迎，并嵌入了丹麦的教育体系。在第二次世界大战丹麥受佔領時期，利用这些旋律的大规模歌唱集会成为丹麦“精神重整”的一部分，战后1945年，一位作家形容尼尔森的贡献是“我们爱国歌曲宝库中的闪亮珍宝”。这仍然是丹麦评估尼尔森的重要因素。

### 全集
1994年至2009年间，丹麦政府出资超过4000万丹麦克朗，委托编制了尼尔森作品的新全集《卡尔·尼尔森全集》。这是许多作品（包括歌剧《假面舞会》和《扫罗与大卫》，以及完整的《阿拉丁》音乐）首次以印刷形式出版，以前的演出一直使用手稿的副本。这些乐谱现在可以在丹麦皇家图书馆的网站上免费下载（该图书馆也藏有大多数尼尔森的音乐手稿）。

## 反响
与他的同时代人、芬兰作曲家让·西贝柳斯不同，尼尔森在国外的声誉直到第二次世界大战后才开始逐渐提升。国际上的兴趣在相当长的一段时间内主要集中在他的交响曲上，而他的其他作品（其中许多在丹麦非常受欢迎）直到最近才开始在世界范围进入标准曲目库。即使在丹麦，他的许多作品也未能引起足够的重视。直到1897年《爱之颂》首演后，他才获得评论家的支持，并在1906年因《假面舞会》受到热烈欢迎，名声显著增强。
1912年2月28日，第三交响曲“扩展”在哥本哈根怪人宫成功首演后的两个月内便进入了王家音樂廳管弦樂團的曲目，并在1913年在斯图加特、斯德哥尔摩和赫尔辛基演出。这部交响曲是尼尔森生前最受欢迎的作品，还在柏林、汉堡、伦敦和哥德堡演出。其他作品即使在丹麦也引起了一些争议。第五交响曲（1922）首演后，一位评论家写道：“丹麦交响乐的宝库和卡尔·尼尔森的作品目录又增添了一部奇特而高度原创的作品。”然而，另一位评论家则将其形容为“打在毫无戒心的平民观众脸上的一记血腥拳头”，并称其为“来自地沟的肮脏音乐”。
在1940年代末，丹麦出现了两本关于尼尔森的重要传记，这两本书在几十年内主导了人们对这位作曲家生平和作品的看法。罗伯特·辛普森的书《卡尔·尼尔森，交响乐作曲家》（第一版于1952年出版）是最早的英文大规模研究著作。
1962年，伦纳德·伯恩斯坦与纽约爱乐为哥伦比亚广播公司录制了第五交响曲，这是国际性的突破，帮助尼尔森的音乐在他的祖国之外获得了认可，并被认为是该交响曲最出色的录音之一。1965年是尼尔森的百年诞辰，这一年庆祝广为举行，包括演出和出版物。伯恩斯坦因录制第三交响曲获得了莱奥妮·桑宁音乐奖。1988年，尼尔森的日记和他写给安妮·玛丽的信件出版，与1991年约恩·延森（Jørgen Jensen）使用这些新材料撰写的传记一起，促成了对这位作曲家个性的新评价。1990年，在尼尔森125年诞辰之际，《纽约时报》的音乐评论家安德鲁·平卡斯回顾说，25年前伯恩斯坦曾认为世界已经准备好接受尼尔森，将他看作丹麦的西贝柳斯，他谈及“尼尔森的粗犷魅力、节奏感、动力、节奏上的惊喜、和声和音调关系的奇特力量——尤其是他那种无法预测的特质”（平卡斯认为这对观众来说仍然是个挑战）。1990年代出版的英文传记和研究帮助确立了尼尔森在世界范围内的地位，现在他的音乐已成为西方国家音乐会曲目中的常客。
2008年，美国音乐评论家亚历克斯·罗斯在《紐約客》杂志中写道，尼尔森交响曲的“原始力量”可以与贝多芬的“英雄”交响曲和第五交响曲相媲美，但他解释说，美国人现在才慢慢开始欣赏这位丹麦作曲家。
尼尔森没有录制过任何自己的作品。然而，与他合作过的三位年轻的当代指挥家托马斯·延森、劳尼·格伦戴和埃里克·图克森在1946年至1952年间与丹麦广播交响乐团录制了他的交响曲和其他管弦乐作品。延森还在1954年首次录制了第五交响曲的密紋唱片。最近出版的卡尔·尼尔森全集揭示，这些录音中使用的乐谱往往与作曲家的原意有所不同，因此现在有争议这些录音是否真确。
现在有很多尼尔森主要作品的录音，包括由科林·戴维斯、赫伯特·布隆斯泰特和萨卡里·奥拉莫等指挥的完整交响曲全集。尼尔森的木管五重奏已有50多种录音版本。

## 遗产

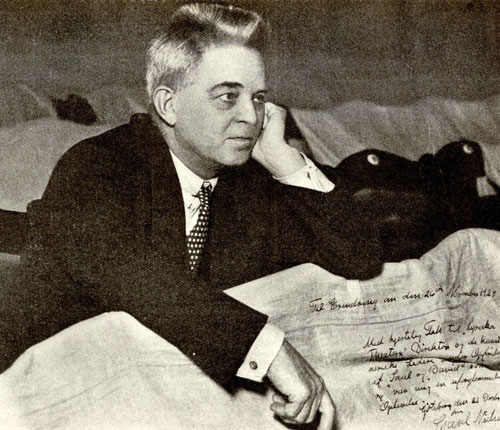
尼尔森1928年在哥德堡排演《扫罗与大卫》

1916年起，尼尔森在皇家音乐学院任教，并于1931年成为院长，这一职务他一直担任到去世前不久。他早年还通过教授私人学生来补充收入。尼尔森的教学对丹麦古典音乐产生了相当大的影响。他最成功的学生中有以歌曲而闻名的作曲家托瓦尔·奥高、指挥家兼管弦乐作曲家哈拉尔·埃厄斯纳普、为哥本哈根民间音乐学校（丹麥語：Københavns Folkemusikskole）创作合唱和室内音乐的约恩·本特松。他的其他学生包括音乐学家克努兹·耶珀森，钢琴家赫尔曼·大卫·科佩尔，学院教授兼交响乐作曲家波尔·席尔贝克，在罗斯基勒主教座堂演奏的管风琴师埃米利乌斯·班厄特，以及私人学生南希·徳贝尔，她帮助完成了《阿拉丁》的配器工作。尼尔森还指导过指挥家和合唱指挥莫恩斯·沃尔赖克，他因对巴洛克音乐的诠释而闻名；以及钢琴家兼作曲家鲁道夫·西蒙森，他在尼尔森去世后成为皇家音乐学院的院长。
卡尔·尼尔森协会维护着尼尔森作品演出的列表，按地区分类（丹麦、斯堪的纳维亚、欧洲（不包括斯堪的纳维亚）以及欧洲外），显示他的音乐在世界各地经常被演出。这份列表中经常出现协奏曲和交响曲。卡尔·尼尔森国际比赛于1970年代在欧登塞交响乐团的支持下开始。自1980年以来，每四年在这里举行一次小提琴比赛。后来增加了长笛和单簧管比赛，但这些比赛现在已经取消。由欧登塞市创立的国际管风琴比赛在2009年与尼尔森比赛关联起来，但从2015年起独立组织，比赛地点设在欧登塞圣克努特大教堂。
在尼尔森的祖国丹麦，欧登塞的卡尔·尼尔森博物馆专门纪念尼尔森及其妻子安妮·玛丽。从1997年到2010年，丹麦国家银行发行的百克朗纸币上印有这位作曲家的头像，以表彰他对丹麦音乐的贡献，如他的歌剧《假面舞会》、“扩展”交响曲和许多歌曲，包括《丹麦，现在光明的夜晚沉睡了》（丹麥語：Danmark, nu blunder den lyse nat）。
为了纪念尼尔森150年诞辰，2015年6月9日或前后安排了多项特别活动。除了在丹麦的众多演出外，还在欧洲各大城市举办了音乐会，包括伦敦、莱比锡、克拉科夫、哥德堡、赫尔辛基和维也纳，甚至远至日本、埃及和纽约。6月9日，尼尔森生日当天，丹麦国家交响乐团在哥本哈根的丹麥廣播音樂廳举办音乐会，曲目包括《爱之颂》、单簧管协奏曲和第四交响曲，并在欧洲和美国广播。丹麥皇家劇院编排了《假面舞会》和大卫·庞特尼导演的新制作《扫罗与大卫》。丹麦弦乐四重奏组同年在丹麦、以色列、德国、挪威和英国（在切尔滕纳姆音乐节）演出尼尔森的弦乐四重奏。在英国，BBC爱乐乐团计划于6月9日在曼彻斯特开始一系列尼尔森音乐会。尼尔森的《假面舞会》序曲也是2015年伦敦逍遥音乐会开幕之夜的首个曲目，他的作品在逍遥音乐季的其他五场音乐会中也有演出。与尼尔森有密切联系的欧登塞市为纪念年开发了一系列音乐会和文化活动。
小行星6058以他的名字命名，以示纪念。

### 引注
1. ↑  Hagen, S. A. E. . Bricka, Carl Frederik  (编).  12. 1898: 213–214.
2. ↑  Lawson 1997，第16頁.
3. ↑  . Carl Nielsen Society.   [2015-04-21]. （原始内容存档于2015-04-14）.
4. ↑  Larsen 2015.
5. ↑  Nielsen 1953，第23頁.
6. 1 2  . Carl Nielsen 2015. 2014-05-06  [2015-05-03]. （原始内容存档于2015-05-18）.
7. 1 2 3  . Carl Nielsen Society.   [2015-04-21]. （原始内容存档于2015-04-06）.
8. 1 2  Ahlgren Jensen 2008.
9. ↑  Fanning 2001，第888頁.
10. ↑  . Carl Nielsen 2015.   [2015-05-16]. （原始内容存档于2015-04-06）.
11. 1 2  . Carl Nielsen Society. 2014-11-09  [2015-05-16]. （原始内容存档于2015-05-18）.
12. ↑  Fellow 2005.
13. ↑  . Carl Nielsen Society.   [2015-05-16]. （原始内容存档于2015-04-06）.
14. 1 2  Fanning 2001，第888–889頁.
15. ↑  Layton 1994，第137頁.
16. ↑  . Odense Bys Museer.   [2015-05-16]. （原始内容存档于2015-05-18） （丹麦语）.
17. ↑  Grimley 2005，第212–213頁.
18. ↑  Lawson 1997，第58頁.
19. 1 2 3 4  Fanning 2001，第889頁.
20. 1 2 3 4  . Carl Nielsen Society.   [2015-04-27]. （原始内容存档于2015-04-06）.
21. ↑  Lawson 1997，第104頁.
22. ↑  . Carl Nielsen Society.   [2010-11-18]. （原始内容存档于2015-05-12）.
23. 1 2  Carl Nielsen Edition: Cantatas 1，第xi–xiv頁.
24. 1 2  . Carl Nielsen Society.   [2015-04-27]. （原始内容存档于2015-04-06）.
25. ↑  Fanning 2001，第890頁.
26. 1 2  . Carl Nielsen Society.   [2015-04-27]. （原始内容存档于2015-04-06）.
27. ↑  . Carl Nielsen Society.   [2015-04-27]. （原始内容存档于2015-05-12）.
28. ↑  Layton 1994，第120頁.
29. ↑  Gibbs 1963，第208頁.
30. ↑  Cited in Grimley 2005，第218頁.
31. ↑  Ketting, Knud. . Carl Nielsen Society.   [2018-10-01]. （原始内容存档于2024-05-15） （英国英语）.
32. ↑  . Carl Nielsen Society.   [2015-04-27]. （原始内容存档于2015-04-14）.
33. ↑  Holmen 1985，第29–31頁.
34. ↑  . Carl Nielsen Society.   [2015-04-30]. （原始内容存档于2015-05-18）.
35. ↑  Schonberg 1997，第94頁.
36. ↑  Grimley 2010，第ix頁.
37. ↑  Reynolds 2010，第13–14頁.
38. 1 2  Brincker 2008，第684頁.
39. ↑  Krabbe 2012，第55頁.
40. ↑  Krabbe 2007，第44頁.
41. ↑  Brincker 2008，第689頁.
42. ↑  Tollåli, Aksel. . Bachtrack. 2015-03-11  [2015-05-31]. （原始内容存档于2015-05-18）.
43. ↑  Pankhurst 2008，第113, 165頁.
44. ↑  White & Murphy 2001，第129頁.
45. ↑  Johnson, Stephen. . Classical-music.com: Website of BBC Music Magazine.   [2024-07-08]. （原始内容存档于2015-06-10）.
46. ↑  Brincker 2008，第694頁.
47. ↑  Cited in Grimley 2005，第216頁.
48. 1 2 3 4  . BBC. 2001-07-26  [2010-11-17]. （原始内容存档于2023-04-26）.
49. ↑  Simpson 1979，第25頁.
50. ↑  Embassy of Denmark. Symphony No. 4.
51. ↑  Guildmusic. Reviews.
52. ↑  Simpson 1979，第113頁.
53. ↑  Carl Nielsen Edition: Saul og David，第xi–xxx頁.
54. ↑  Carl Nielsen Edition: Maskarade，第xi–xxxvii頁.
55. ↑  Schepelern 1987，第346–351頁.
56. ↑  Carl Nielsen Edition: Cantatas 1，第xiii頁.
57. ↑  Carl Nielsen Edition: Cantatas 1，第xxi頁.
58. ↑  Carl Nielsen Edition: Cantatas 1，第xxvii頁.
59. ↑  Rosenberg 1966，第49頁.
60. ↑  . Carl Nielsen Society.   [2010-10-19]. （原始内容存档于2015-05-12）.
61. ↑  . Classical Archives.   [2010-10-19]. （原始内容存档于2011-01-02）.
62. ↑  Reisig. Clarinet Concerto.
63. ↑  Slattery 2015.
64. ↑  Lawson, Jack. . Chandos Records.
65. ↑  Carl Nielsen Edition: Suite for String Orchestra，第vii頁.
66. ↑  Carl Nielsen Edition: Helios，第vii頁.
67. ↑  Hodgetts. Helios Overture.
68. ↑  Carl Nielsen Edition: Orchestral Works 2，第xi頁.
69. ↑  Carl Nielsen Edition: Orchestral Works 2，第xvii頁.
70. ↑  Carl Nielsen Edition: Orchestral Works 2，第xxi頁.
71. ↑  Carl Nielsen Edition: Orchestral Works 2，第xxvi頁.
72. ↑  Carl Nielsen Edition: Aladdin，第xi頁.
73. ↑  Carl Nielsen Edition: Incidental Music 2，第xi–xxviii頁.
74. ↑  Sierra Chamber Society. Quintet.
75. ↑  Carl Nielsen Edition: Piano and Organ Works，第xiv頁.
76. ↑  Smaczny 2003，第274頁.
77. ↑  Carl Nielsen Edition: Chamber Music 1，第xi頁.
78. ↑  Ketting 2007.
79. ↑  Skjold-Rasmussen 1966，第57頁.
80. ↑  Grimley 2005，第203頁.
81. ↑  Horton 1969，第499頁.
82. ↑  Tørsleff, Hans. Cited in Grimley 2005，第205頁.
83. ↑  Carl Nielsen Edition: Piano and Organ Works，第xxiii–xxvi頁.
84. ↑  Grimley 2005，第210–212頁.
85. ↑  Grimley 2005，第218–219頁.
86. ↑  Viderø 1966，第69頁.
87. ↑  Carl Nielsen Edition: Piano and Organ Works，第xlix頁.
88. ↑  Carl Nielsen Edition: Songs，第528–531頁.
89. ↑  Carl Nielsen Edition: Songs，第21–22頁.
90. ↑  Krabbe, Niels. "Preface". In Reynolds 2010，第8頁.
91. ↑  Vestergård & Vorre 2008，第85頁.
92. ↑  Vestergård & Vorre 2008，第83–84頁.
93. ↑  Krabbe 2012，第3–4頁.
94. ↑  Krabbe 2012，第7頁.
95. ↑  . Royal Danish Library.   [2015-04-30]. （原始内容存档于2014-10-12）.
96. ↑  . Carl Nielsen Society.   [2015-05-31]. （原始内容存档于2015-06-12）.
97. ↑  Carl Nielsen Edition: Maskarade，第xiii頁.
98. ↑  Carl Nielsen Edition: Symphony 3 Preface，第xv頁.
99. ↑  Phillips 2014.
100. ↑  Meyer & Petersen 1947; Dolleris 1949.
101. ↑  Krabbe 2007，第45頁.
102. ↑  Simpson 1979.
103. ↑  Fanning 1997，第92頁.
104. ↑  Burton 2006.
105. ↑  Krabbe 2007，第47頁.
106. ↑  Krabbe 2007，第47–48頁.
107. ↑  Pincus 1990.
108. ↑  Miller 1994; Fanning 1997; Lawson 1997.
109. ↑  Krabbe 2007，第50–53頁.
110. ↑  . Ministry of Foreign Affairs of Denmark.   [2015-05-01]. （原始内容存档于2015-04-24）.
111. ↑  Ross 2008.
112. ↑  . MusicWeb International.   [2015-04-24]. （原始内容存档于2024-02-21）.
113. ↑  Cane 2014，第12–18頁.
114. ↑  Krabbe 2012，第6–7頁.
115. ↑  . Carl Nielsen Society.   [2015-04-25]. （原始内容存档于2015-03-20）.
116. ↑  Grimley 2010，p. 10 footnote.
117. ↑  Caron 2013.
118. ↑  . Carl Nielsen Society.   [2015-04-22]. （原始内容存档于2015-05-18）.
119. ↑  Nielsen Notes 2015; Odense Symphony Orchestra.
120. ↑  . Odense City Museums.   [2014-07-02]. （原始内容存档于2014-07-14）.
121. ↑  . Danmarks Nationalbank.   [2015-04-23]. （原始内容存档于2023-06-05）.
122. ↑  . Berlingske. 1999-08-17  [2015-05-20]. （原始内容存档于2018-03-02） （丹麦语）.
123. ↑  . Carl Nielsen Society.   [2015-04-27]. （原始内容存档于2015-06-12）.
124. ↑  . Danmarks Radio.   [2015-04-20]. （原始内容存档于2015-05-19） （丹麦语）.
125. ↑  . Carl Nielsen 2015. 2014-11-07  [2015-05-02]. （原始内容存档于2015-05-18）.
126. ↑  . Operabase.   [2015-04-25]. （原始内容存档于2015-04-26）.
127. ↑  . Operabase.   [2015-04-25]. （原始内容存档于2015-04-26）.
128. ↑  . Danish Quartet.   [2015-04-25]. （原始内容存档于2015-02-05）.
129. ↑  . BBC.   [2015-04-20]. （原始内容存档于2023-04-21）.
130. ↑  . BBC.   [2015-04-23]. （原始内容存档于2023-03-21）.
• . Proms Events. BBC.   [2015-04-23]. （原始内容存档于2015-04-26）.
131. ↑  . oplev.odense.dk.   [2015-05-03]. （原始内容存档于2015-04-20） （丹麦语）.
132. ↑  . Minor planet center.   [2024-07-08]. （原始内容存档于2016-09-23）.

### 讣告
- . Musical America. 1931-10-10, 51 (15): 41  [2020-05-11] –RIPM.
- Lautrup, Charles. . Musical America. 1931-10-25, 51 (16): 21  [2020-05-11] –RIPM.
- Behrend, William. . Die Musik. November 1931, 24 (2): 145  [2020-05-11] （德语）.